# Informa
Informa plc é uma empresa multinacional de publicação e eventos, com sede  em Londres. A empresa tem escritórios em 43 países e possui cerca de 6.500 funcionários. Ela possui inúmeras marcas, incluindo CRC Press, Datamonitor, Institute for International Research, Lloyd's List (Londres Prima Lloyd), Routledge, e Taylor & Francis.
Ele está listada na bolsa de valores de Londres e é um constituinte do Índice FTSE 100.

## História
Informa mais antigo de negócios começou em 1734, quando Lloyd's List, agora um dos mais antigos do mundo execução contínua, revistas, começou cobrindo Londres envio de notícias.
Informa em si foi criada em 1998, através da fusão da IBC Group plc e LLP Group plc. Desde então, Informa expandiu-se consideravelmente, incluindo uma fusão, em 2004, com a publicação de editora Taylor & Francis e, em 2005, a aquisição de IIR Holdings, um desenvolvimento do capital humano da empresa, para r $ 768 milhões. Em outubro de 2006, a empresa foi abordado por Springer Ciência e a Mídia de Negócios em uma oferta pública de aquisição, mas, no início de novembro, Informa o conselho rejeitou a 630p por ação oferta como muito baixa.